# Kielminek
Kielminek (niem. Köllming) – kolonia w Polsce położona w województwie warmińsko-mazurskim, w powiecie elbląskim, w gminie Pasłęk. Wieś wchodzi w skład sołectwa Zielonka Pasłęcka.
W latach 1975–1998 miejscowość administracyjnie należała do województwa elbląskiego.